# Jüdischer Friedhof (Grimlinghausen)

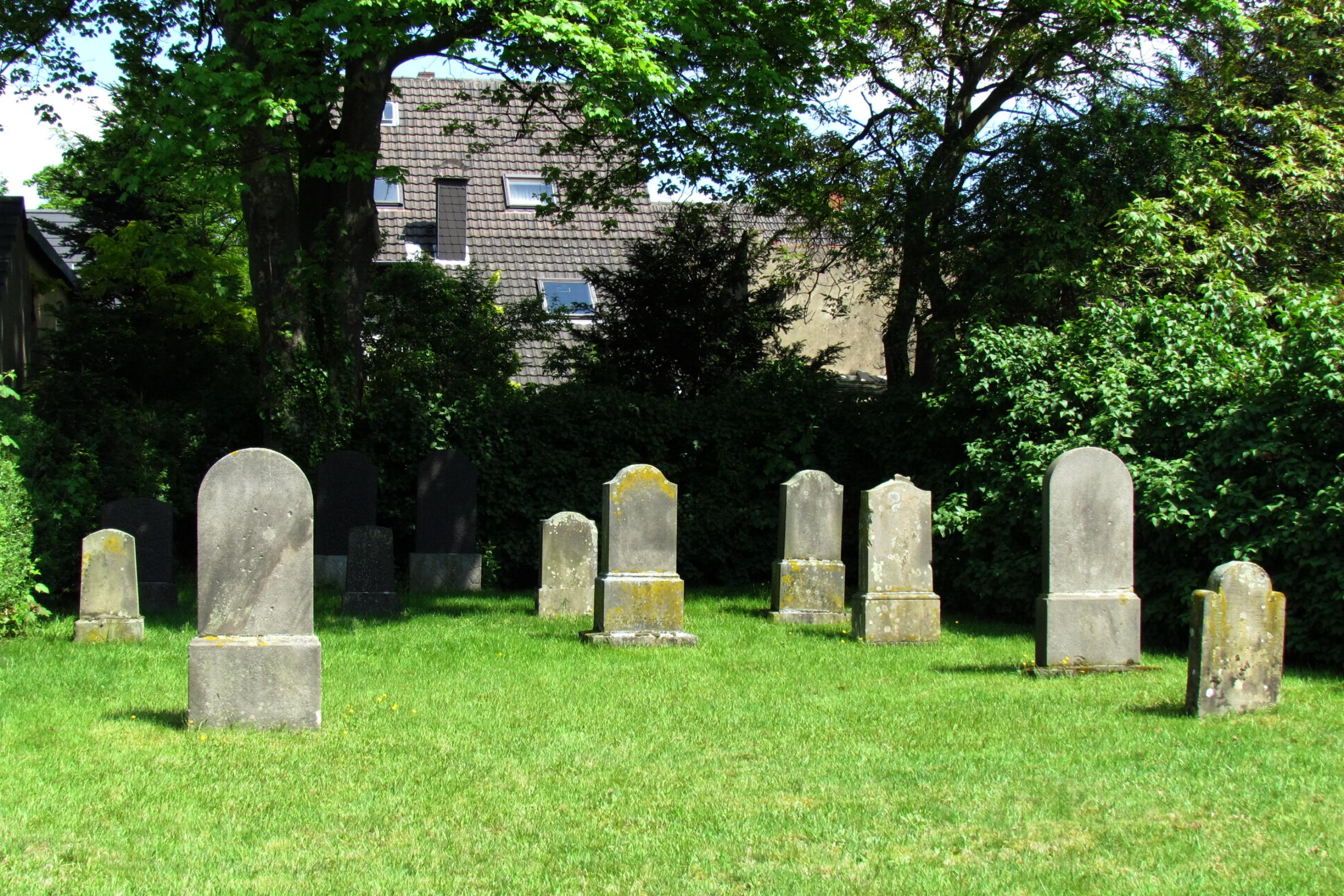
Der jüdische Friedhof in Neuss-Grimlinghausen (zwischen 2011 und 2012)

Der Jüdische Friedhof Grimlinghausen befindet sich im Stadtteil Grimlinghausen der Stadt Neuss im Rhein-Kreis Neuss in Nordrhein-Westfalen. Als jüdischer Friedhof ist er ein Baudenkmal und seit dem 30. März 2006 unter der Denkmalnummer 9/008 (1/004) in der Denkmalliste eingetragen.
Auf dem etwa 0,05 ha großen Friedhof am Kuhweg in Grimlinghausen, der von der Mitte des 19. Jahrhunderts bis zum Jahr 1936 belegt wurde, sind 18 Grabsteine erhalten. 